# Hohenklingen (Schiff)
Die Hohenklingen war ein Glattdeckdampfer und mit 87 Betriebsjahren bis heute das dienstälteste Passagierschiff auf dem Bodensee.

## Geschichte
Nachdem der Glattdeckdampfer Rheinfall 1869 infolge einer Kesselexplosion gesunken war, orderte die Schweizerische Dampfbootgesellschaft Untersee und Rhein den Neubau Hohenklingen für die Schiffslinien auf Untersee und Rhein. Heimathafen des neuen Schiffs war Schaffhausen, als Namensgeber diente die Burg Hohenklingen. Doch bereits 1872 wurde die Hohenklingen an die Königlich Württembergische Staats-Eisenbahnen verkauft, nachdem die Badischen Staatsbahnen wieder die Unterseelinien bedienten und die Hohenklingen daher nicht mehr benötigt wurde.
Vom neuen Heimathafen Friedrichshafen aus diente das nunmehr nach dem württembergischen Herzog in Christoph umbenannte Schiff vorwiegend als Güterschiff für den Warentransport in und aus der Schweiz. Der Schiffsname wurde ab 1877 für den ersten württembergischen Vollsalondampfer Christoph verwendet, die ehemalige Hohenklingen erhielt dadurch ihren dritten Namen Mömpelgard, nach der württembergischen Grafschaft.
1901 wurde das Schiff von der Schweizerischen Dampfbootgesellschaft zunächst als Ersatz für die kleinere und schwächere Wilhelm gemietet und zwei Jahre später wieder zurückgekauft. Das Schiff erhielt wieder den ursprünglichen Heimathafen und wurde in Hohenklingen rückbenannt. Am 15. Oktober 1957 wurde das inzwischen dienstälteste Passagierschiff auf dem Bodensee in Kressbronn abgewrackt. 

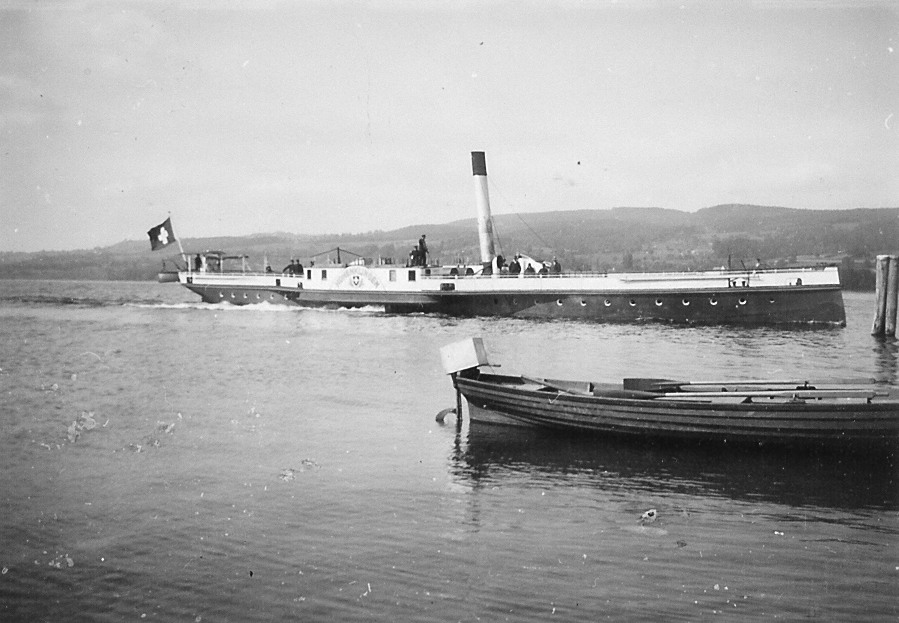
Die Hohenklingen in den 1950er Jahren auf dem Untersee

Ein Zwischenfall in der langen Laufbahn war eine Kollision mit dem Glattdeckdampfer Mainau am 24. Mai 1912. An einem Novemberabend 1921 lief die Hohenklingen auf dem Weg zur Insel Reichenau auf eine Kiesbank auf. Sie kam erst am nächsten Tag wieder frei. Am gleichen Abend strandete auch die Stadt Radolfzell, deren Passagiere auf der Reichenau eine Umsteigemöglichkeit auf die Hohenklingen gehabt hätten. Auch dieses Schiff saß die ganze Nacht auf einer Kiesbank fest.
Im Zweiten Weltkrieg hielt die Hohenklingen zusammen mit der Schaffhausen den Betrieb zwischen Schaffhausen und der provisorischen Endstation Gottlieben aufrecht. Die Kurse endeten in Gottlieben, weil der Konstanzer Seerhein während des Krieges ab Mitte 1941 nicht befahren werden durfte. Aufgrund der Kohleknappheit wurden die Schiffe mit Buchen- und Tannenholz befeuert. Zum Sägen und Spalten waren in Schaffhausen, Stein am Rhein und Gottlieben dauernd zwei Männer beschäftigt.
Nachfolgerin der Hohenklingen wurde das Motorschiff Stein am Rhein, die Schiffsglocke der Hohenklingen befindet sich auf der Thurgau.